# 맨바깥섬유막
맨바깥섬유막 (extreme capsule 또는 capsula extrema) 또는 최외포는 담장(또는 전장. claustrum)과 뇌섬엽(insular cortex) 사이의 일련의 신경로(nerve tract)이다.

## 추가 이미지

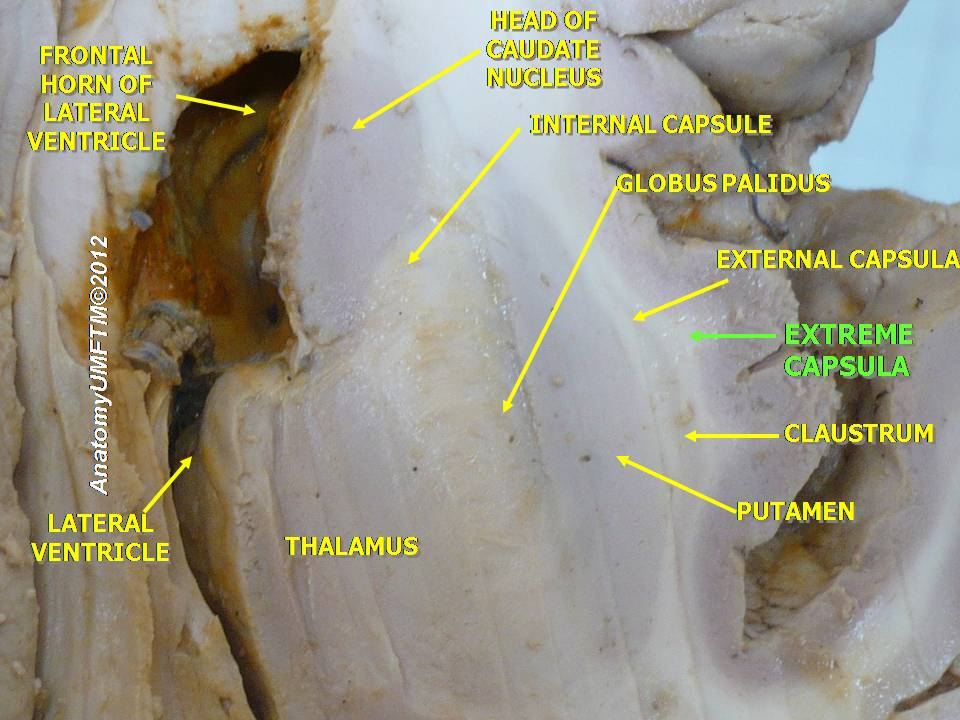
Extreme capsule
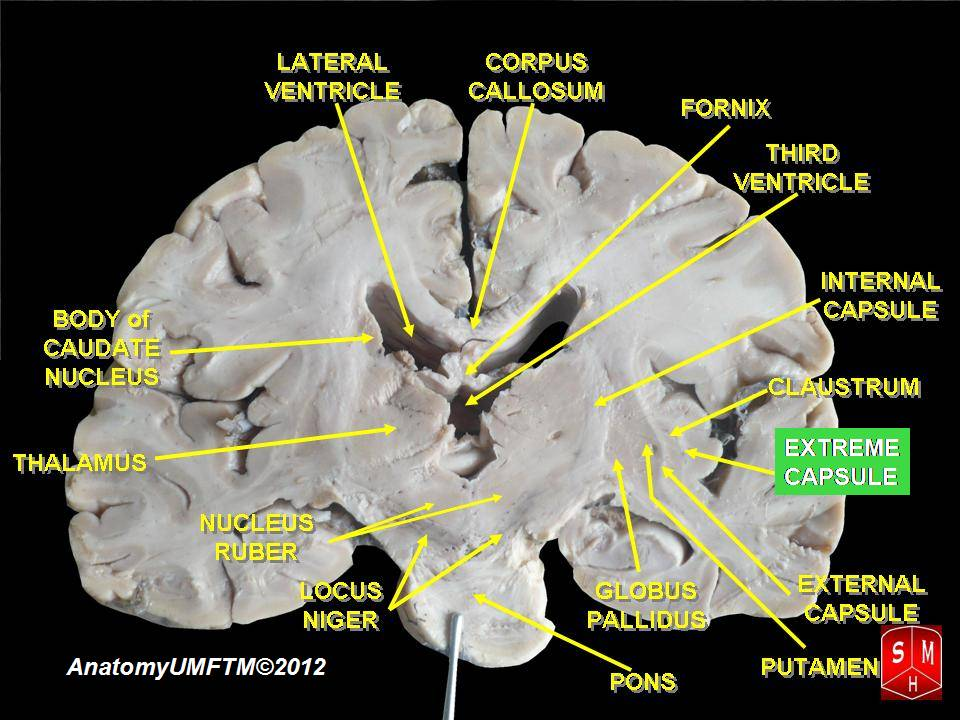
Extreme capsule

## 같이 보기
- 속섬유막 (Internal capsule)
- 바깥섬유막 (External capsule)